# Morava-Gebirge
Das Morava-Gebirge (albanisch Malet e Moravës) ist ein Bergzug, der sich im Südosten Albaniens erhebt. Die Stadt Korça liegt am Fuße des Westabhangs. Die höchsten Gipfel erreichen Höhen von rund 2000 m ü. A.
Das Gebirge liegt zwischen der Ebene von Korça (810–850 m ü. A.) im Westen und dem Becken des oberen Devoll im Osten (860–900 m ü. A.; auch Ebene von Devoll und Becken von Bilisht), die bei der Schlucht von Cangonj (albanisch Gryka e Cangonjit) miteinander verbunden sind. Das Morava-Gebirge verläuft von dort in Nord-Süd-Richtung als Fortsetzung eines längeren Gebirgszugs entlang der albanisch-griechischen Grenze. Es endet rund 30 Kilometer südlich beim Pass Qafa e Kazanit (1804 m ü. A.), wonach sich der Grammos (2523 m ü. A. griechisch Γράμμος, albanisch Gramoz) erhebt. Jenseits der Schlucht von Cangonj liegt der Mali i Ivanit (1768 m ü. A.) in südlicher Fortsetzung des Mali i Thatë. Im südlichen Bereich ist das Gebirge bis zu zehn Kilometer breit.
Gleich nördlich der Qafa e Kazanit erhebt sich die Maja e Badaroshës ⊙, mit 2043 m ü. A. der höchste Punkt des Morava-Gebirges. Weiter im Norden finden sich keine 2000er mehr. Der Mali i Kuq/Maja e Llofkës kommt auf 1876 m ü. A., die Biglla e Boboshticës auf 1702 m ü. A., die Biglla e Drenovës auf 1762 m ü. A., die Maja e Rrumbullakët auf 1798 m ü. A., die Maja e Elbit auf 1736 m ü. A., die Maja e Çardhakut ⊙ (of auch Maja e Lartë) auf 1808 m ü. A. (von Süden nach Norden).
Die Westseite fällt das Gebirge recht steil ab – es erweist sich als eher unzugänglich. An der Ostseite ist es weniger steil und läuft in immer niedrigeren Hügeln aus.

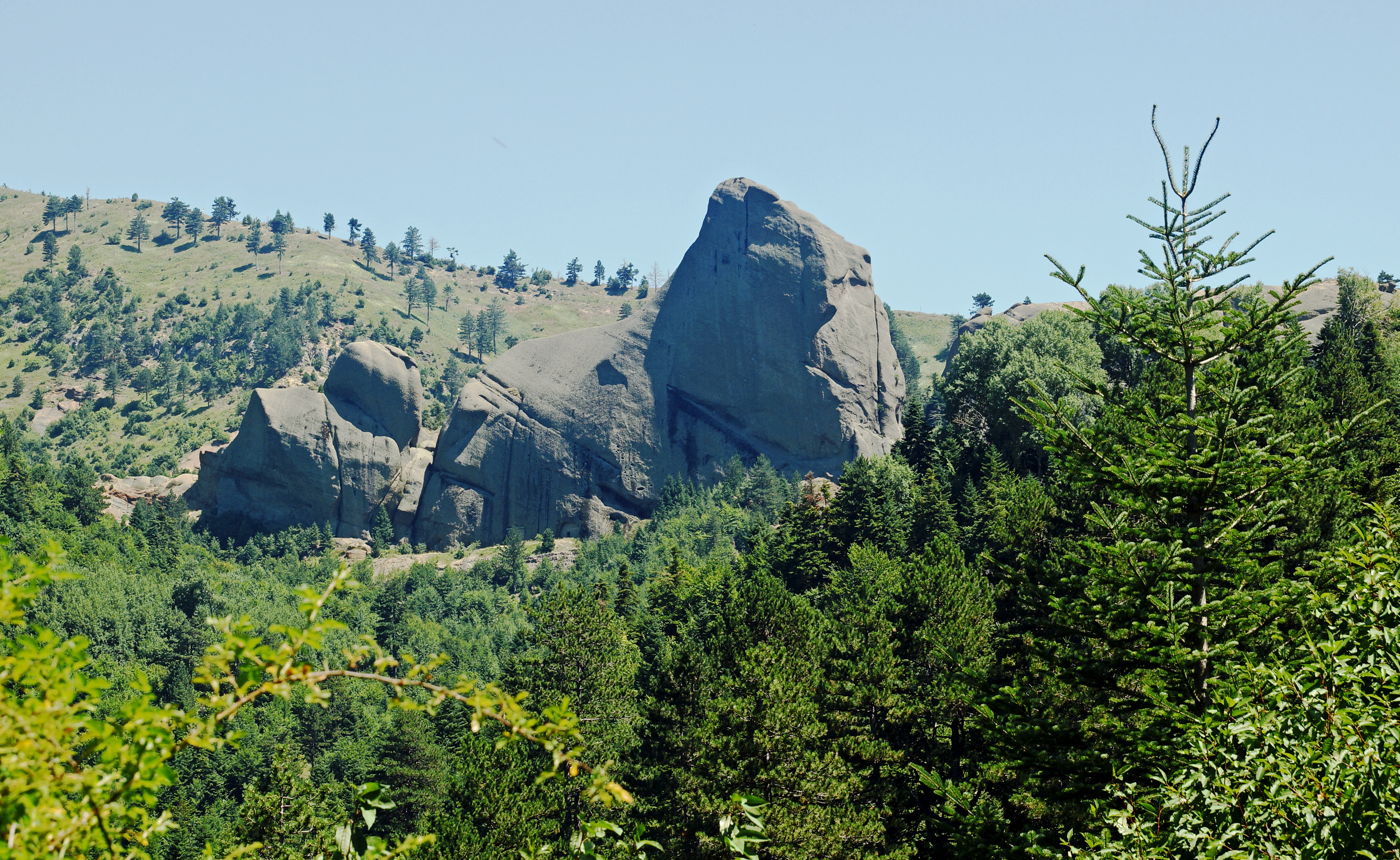
Felsformationen am Guri i Capit

Das Gebirge besteht aus Serpentin, der von Sandstein aus dem Miozän überlagert wird. Die Gesteinsschichten fallen nach Osten ab, so dass sich zwei Ketten respektive nach Westen steil abfallende Stufen bilden. Die Bäche, die die Westseite der Sandsteinkette entwässern, brechen in tiefen Schluchten durch die Serpentinkette nach Westen. Vor diesen Schluchten haben sie am Rand der Ebene von Korça Schuttkegel angehäuft. Bekannt sind die Sandsteinfelsformationen Guri i Capit (1552 m ü. A.; ). Auf der Ostseite der Serpentinkette finden sich einige (heute stillgelegte) Minen, in denen Steinkohle abgebaut wurde. Im Südteil ist das Gebirge weniger klar strukturiert und von Gletschern geformt.
Mehrheitlich gehört das Gebirge zum Einzugsgebiet des Devoll, der auf der Südostseite entspringt und das Morava-Gebirge im Norden umrundet. Nur die Südwestseite in Kolonja wird vom Osum und ein ganz kleiner Teil im Südosten an den Südhängen der Maja e Badaroshës in Griechenland wird vom Aliakmonas entwässert.

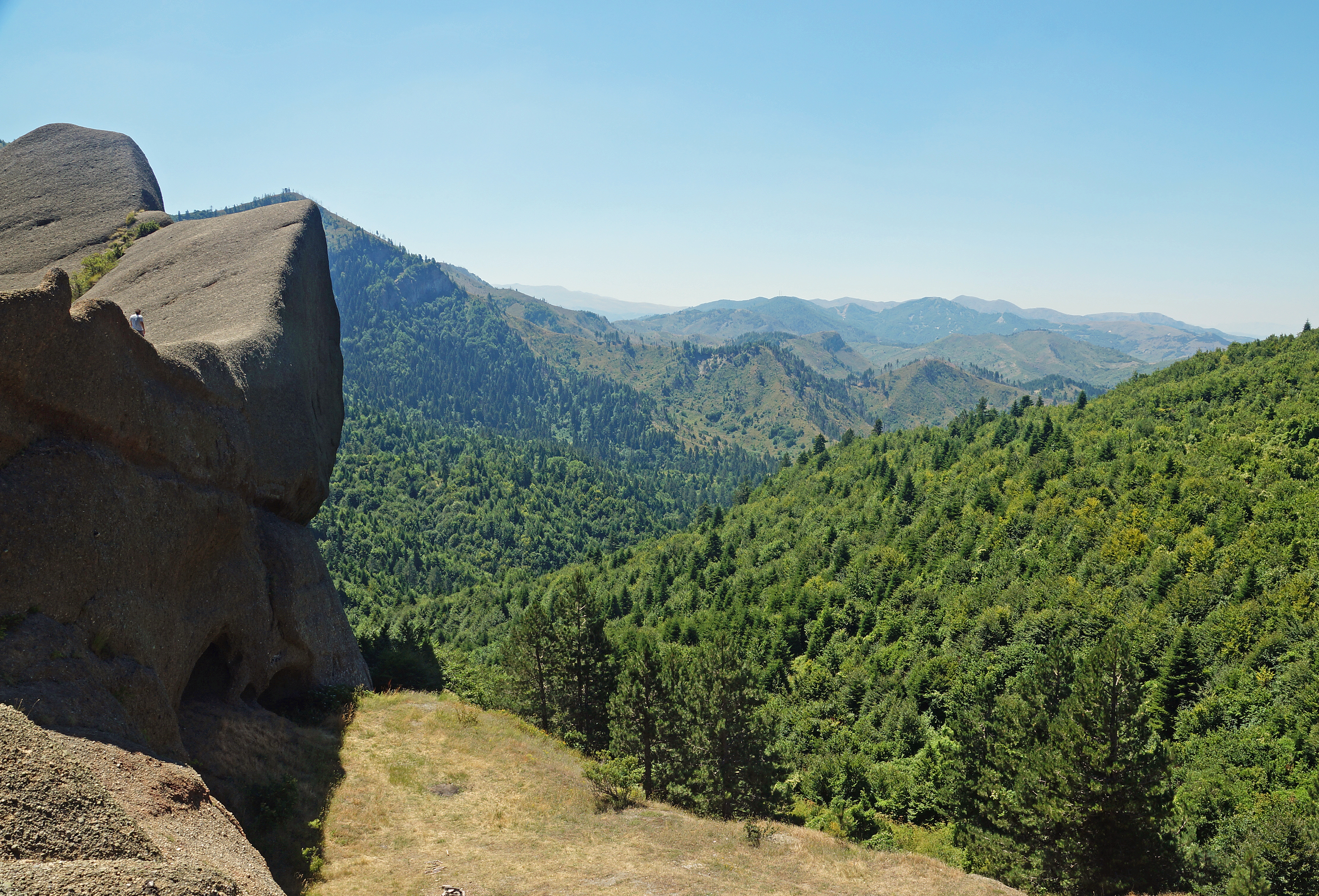
Drenova-Nationalpark beim Guri i Capit

Die Serpentinkette ist sehr vegetationsarm. Dahinter erstrecken sich ausgedehnte Wälder. Ein zentraler Teil des Gebirges zwischen Guri i Capit und Maja e Rrumullakët war von 1966 bis 2020 als Nationalpark geschützt. Das Landschaftsschutzgebiet Drenova-Sinica ist mit knapp über 20 Quadratkilometern etwas größer, hat aber einen weniger hohen Schutzstatus.
Am Ostrand der Ebene unmittelbar am Fuß des Gebirges liegen die Stadt Korça und mehrere Dörfer: Dishnica nördlich von Korça, Mborja östlich und im Süden Drenova, Boboshtica und Kamenica. Hoch über Mborja auf dem Berg Mali i Qytetit (1327 m ü. A.) finden sich die Reste einer befestigten Siedlung. Die Höhenburg wurde vermutlich im Zeitraum vom 12. bis 14. Jahrhundert erbaut und wurde 1432 erstmals als osmanische Garnison erwähnt.
Auf der Ostseite finden sich mehr Dörfer unterschiedlicher Größe, die je weiter im Süden auch tiefer in den Tälern leigen. Das Bergdorf Dardha liegt auf rund 1350 m ü. A. Nikolica und das Tal abwärts gelegene Arëza liegen etwas tiefer. Vranisht, Baban, Hoçisht und kleinere Nachbardörfer im nördlicheren Bereich liegen noch am Hangfuß. Südwestlich von Bilisht liegen weitere Dörfer am Hangfuß und kleinere Siedlungen in den Tälern. Miras am südlichen Ende der Ebene von Bilisht dient als Zugangsort zu verschiedenen Dörfern im Gebirge – wie Sinica, Arëza und Qyteza – und den Hügeln im Osten.
Dardha und Nikolica sind von Westen aus erschlossen, obwohl sie auf der Ostseite des Gebirges liegen. Schlechte Fahrwege queren hier und bei Guri i Capit das Gebirge. Von Guri i Capit verläuft auch ein schlechter Fahrweg entlang des Kamms nach Norden, an Sendemasten vorbei rund zehn Kilometer nach Norden.
Im Morava-Gebirge gibt es einige Ansätze von Tourismusentwicklung in Drenova und Boboshtica mit Möglichkeiten zum Wandern. Etwas weiter entwickelt ist das touristische Angebot in Dardha, wo sich auch der einzige Skilift Albaniens (2021) findet.

## Bilder

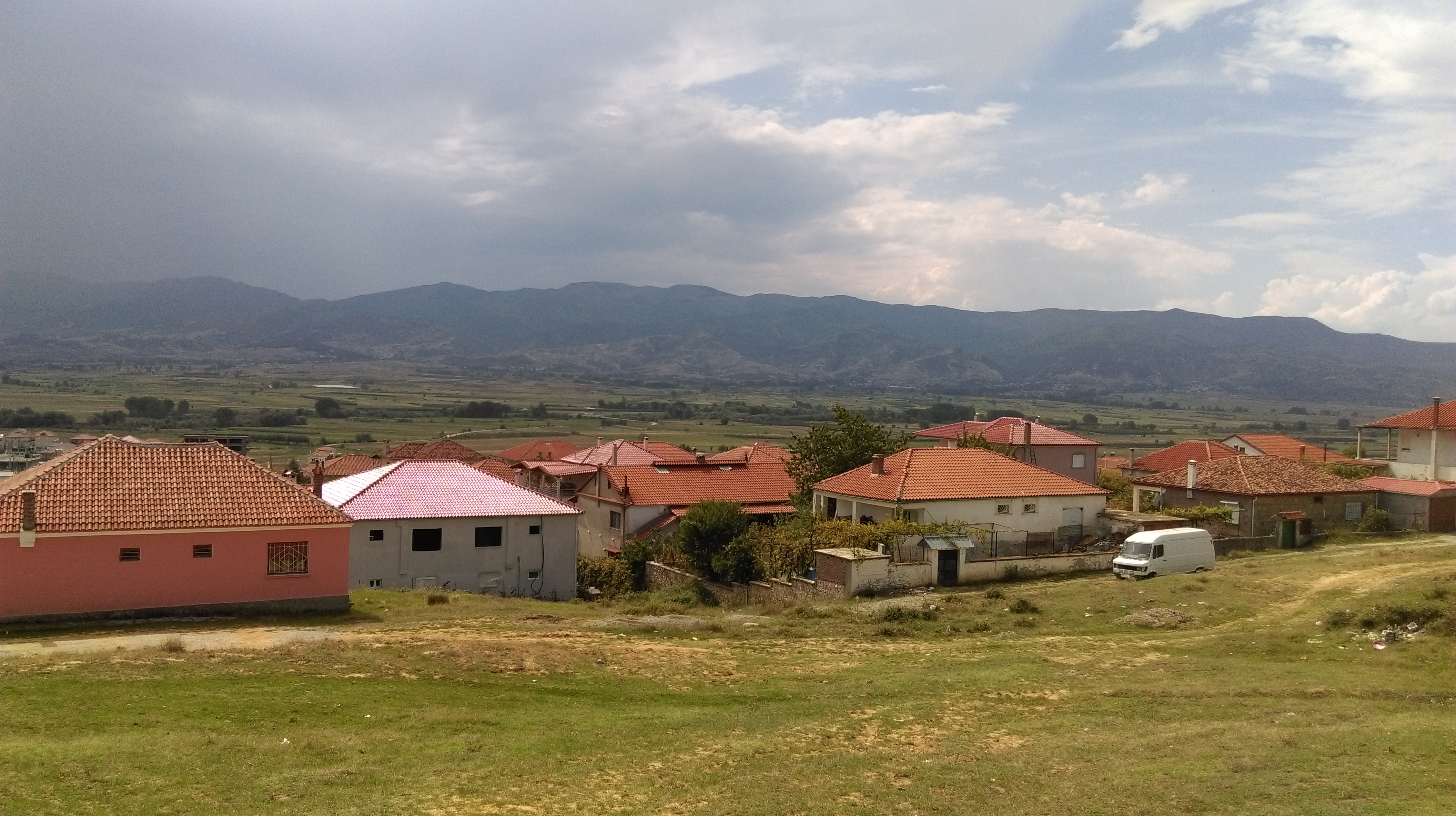
Ostseite des Morava-Gebirges von Bilisht gesehen
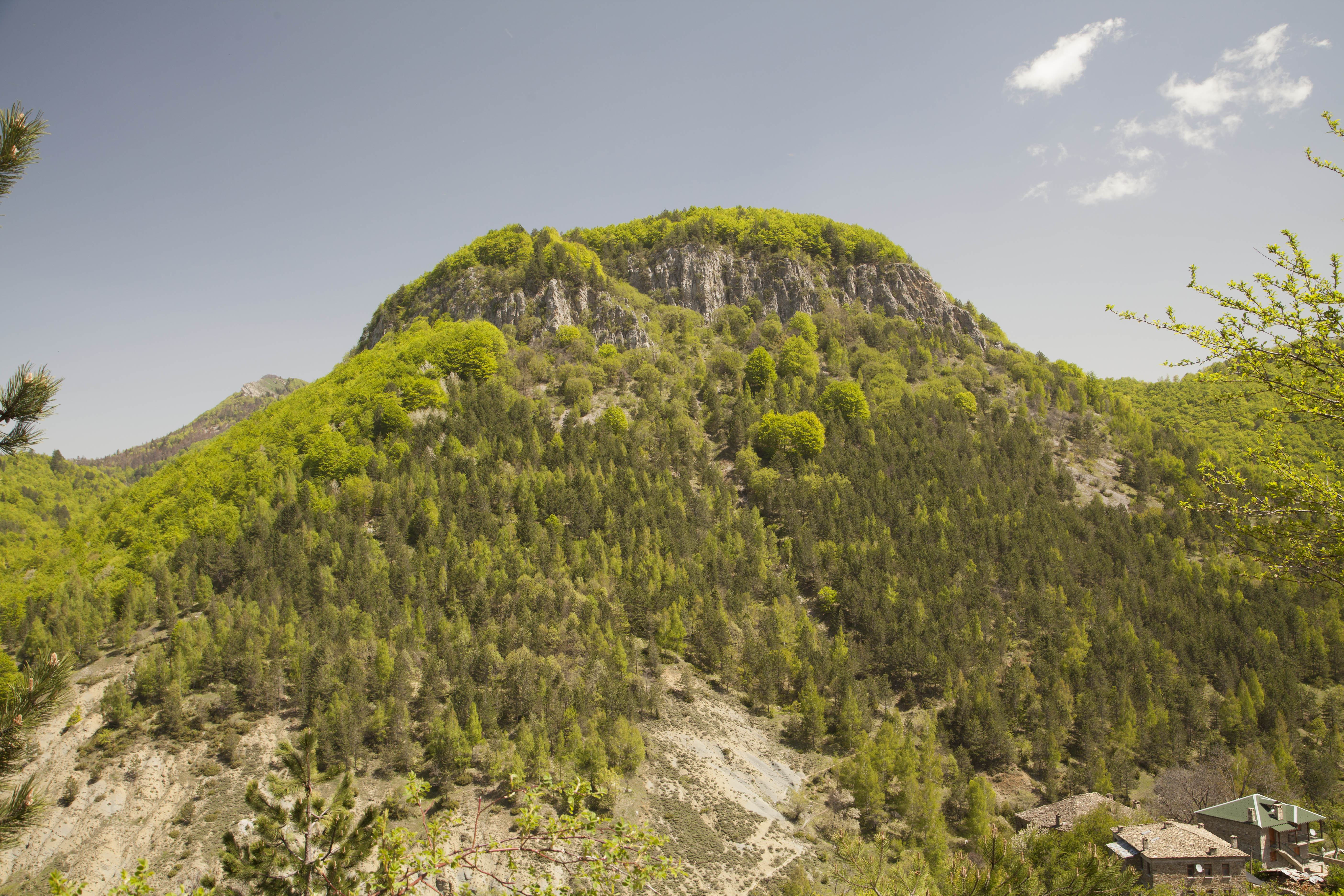
Maja e Gurit të Vreshtës (1516 m ü. A.) nördlich von Dardha
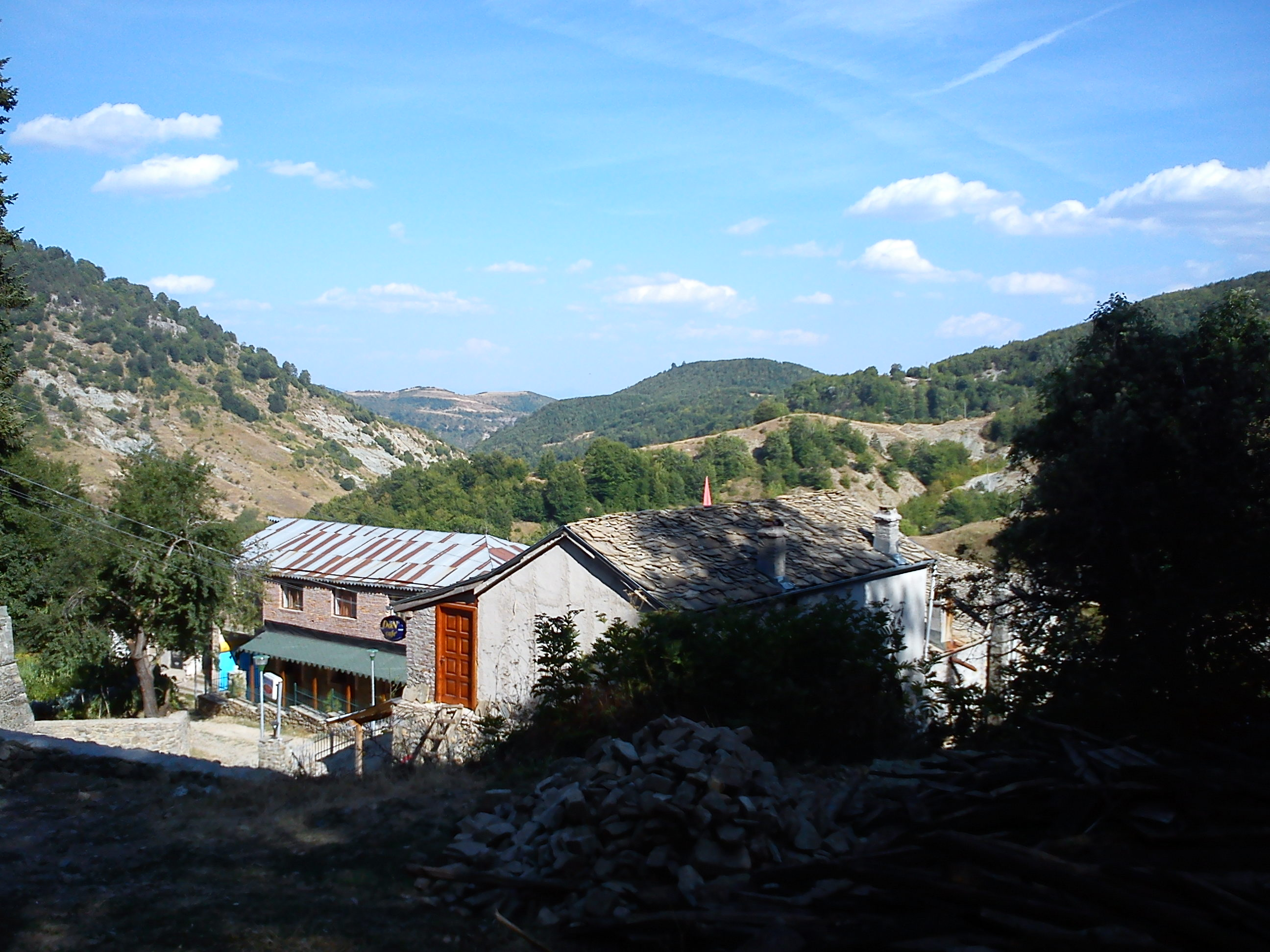
Dardha – Blick ostwärts das Tal hinab
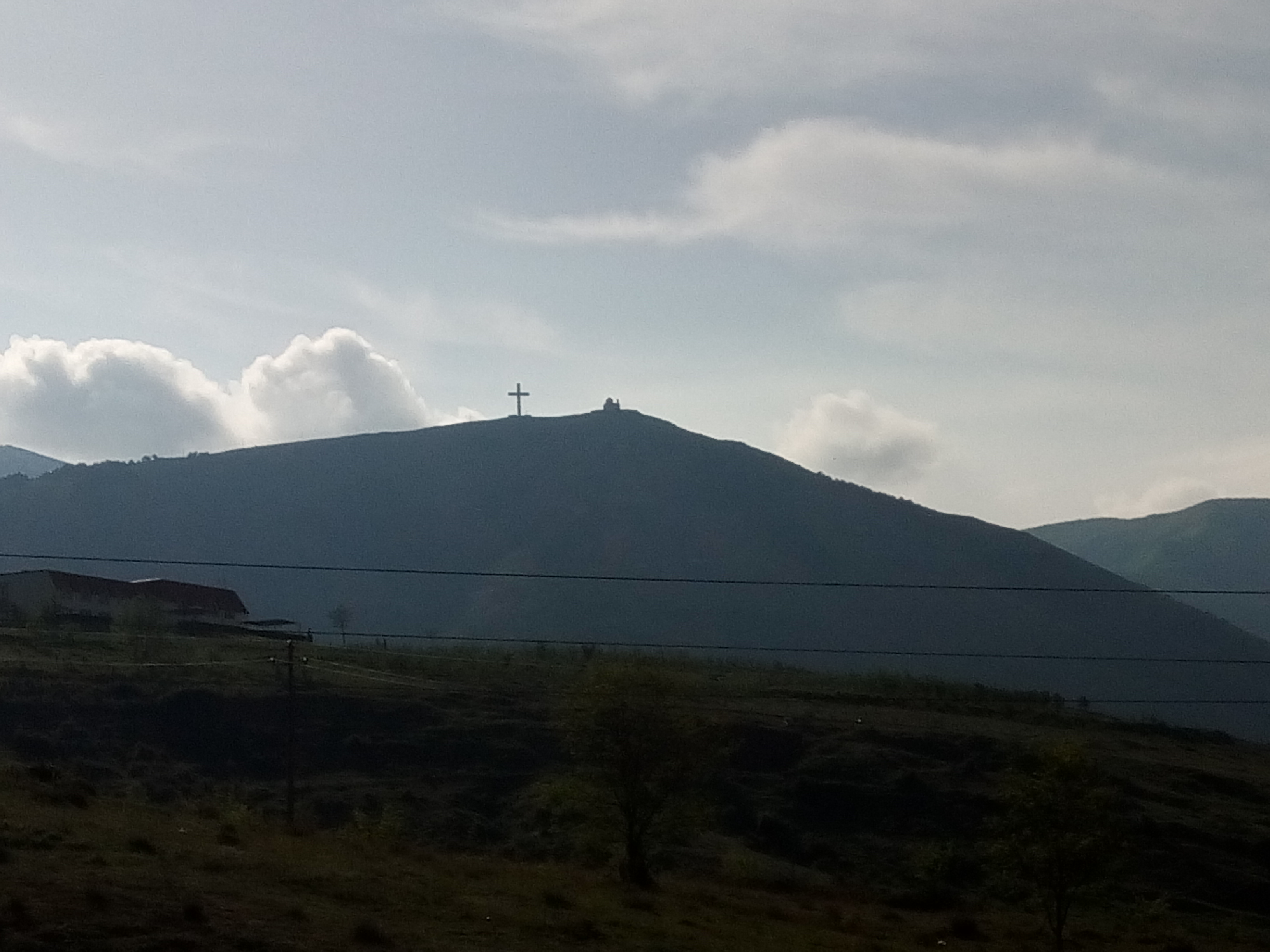
Morava-Gebirge oberhalb von Korça
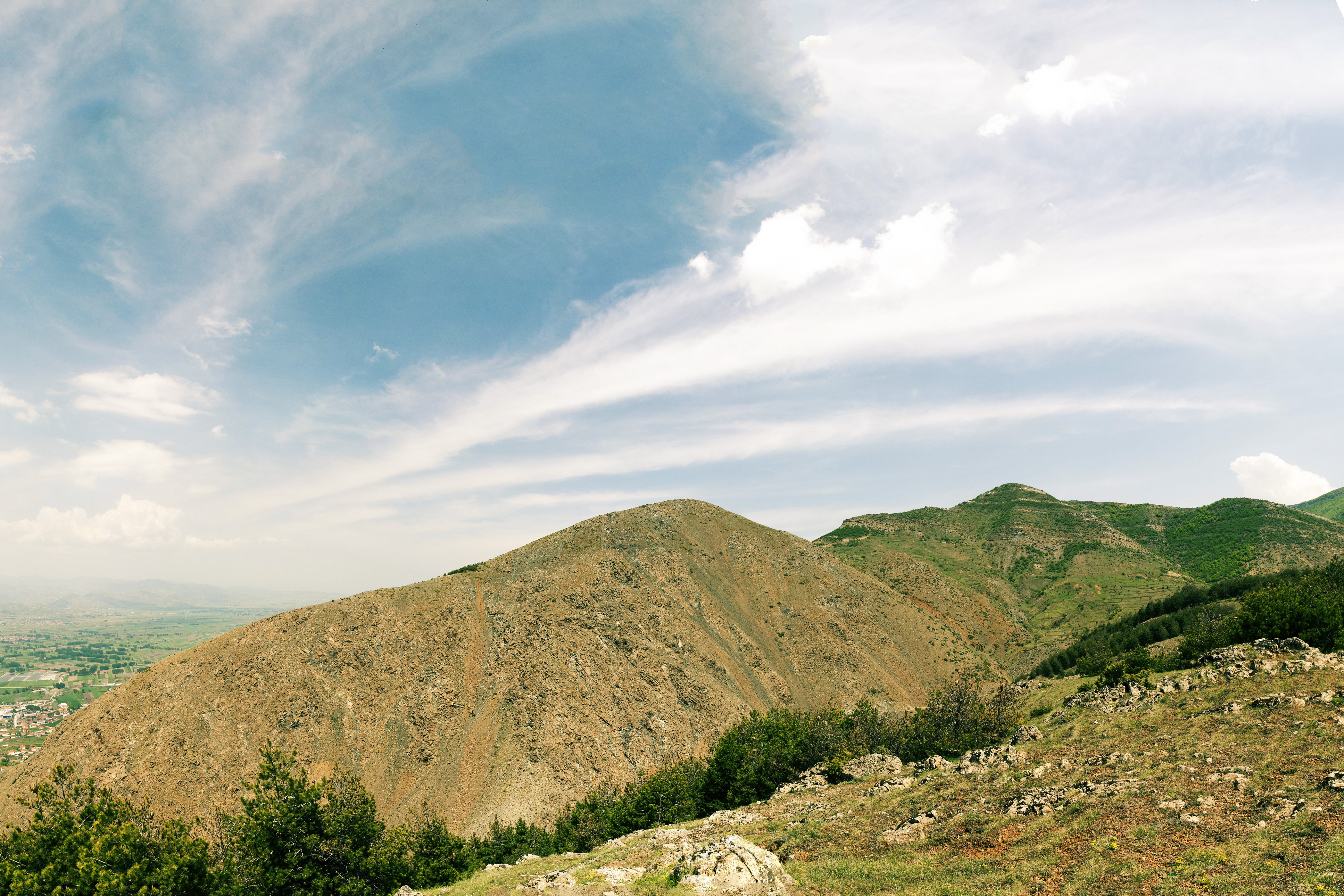
Morava-Gebirge am Westrand bei Korça
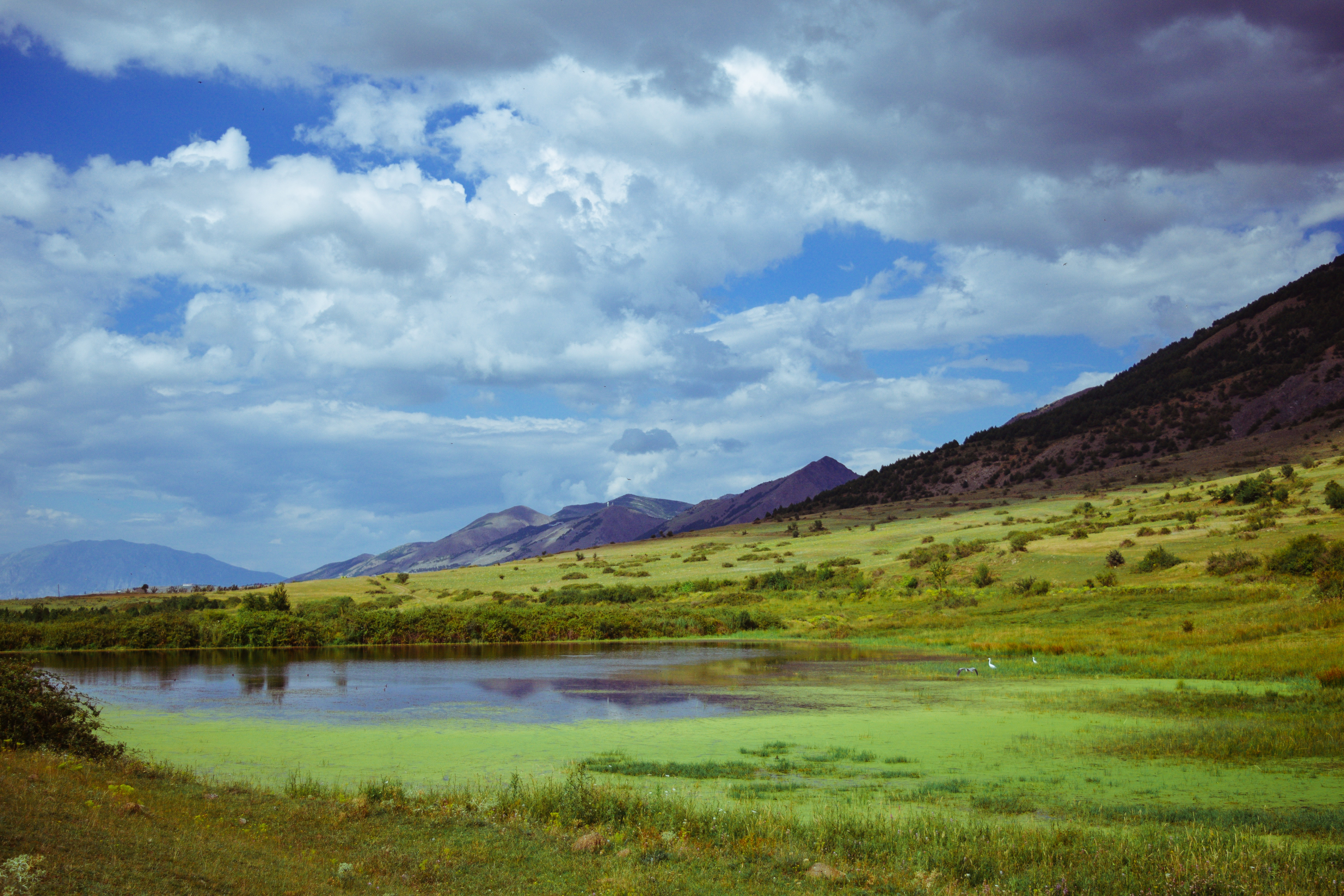
Westabhang bei Boboshtica